# Australian Open 1982
De 71e editie van het Australische grandslamtoernooi, het Australian Open 1982, werd gehouden van 29 november tot en met 13 december 1982. Voor de vrouwen was het de 57e editie. Van 29 november tot en met 5 december speelden de vrouwen – het mannentoernooi liep van 2 tot en met 13 december. Het werd op de Kooyong Lawn Tennis Club te Melbourne gespeeld.

## Belangrijkste uitslagen
Mannenenkelspel

Finale:  Johan Kriek (VS) won van Steve Denton (VS) met 6-3, 6-3, 6-2
Vrouwenenkelspel

Finale: Chris Evert-Lloyd (VS) won van Martina Navrátilová (VS) met 6-3, 2-6, 6-3
Mannendubbelspel

Finale: John Alexander (Australië) en John Fitzgerald (Australië) wonnen van Andy Andrews (VS) en John Sadri (VS) met 6-4, 7-6
Vrouwendubbelspel

Finale: Martina Navrátilová (VS) en Pam Shriver (VS) wonnen van Claudia Kohde-Kilsch (West-Duitsland) en Eva Pfaff (West-Duitsland) met 6-4, 6-2
Gemengd dubbelspel

niet gespeeld tussen 1970 en 1986
Meisjesenkelspel

Finale: Amanda Brown (VK) won van Pascale Paradis (Frankrijk) met 6-3, 6-4
Meisjesdubbelspel

Finale: Annette Gulley (Australië) en Kim Staunton (Australië) wonnen
Jongensenkelspel

Finale: Mark Kratzmann (Australië) won van Simon Youl (Australië) met 6-3, 7-5
Jongensdubbelspel

Finale: Brendan Burke (Australië) en Mark Hartnett (Australië) wonnen
1905 · 1906 · 1907 · 1908 · 1909 · 1910 · 1911 · 1912 · 1913 · 1914 · 1915 · 1916–1918 · 1919 · 1920 · 1921 · 1922 · 1923 · 1924 · 1925 · 1926 · 1927 · 1928 · 1929 · 1930 · 1931 · 1932 · 1933 · 1934 · 1935 · 1936 · 1937 · 1938 · 1939 · 1940 · 1941–1945 · 1946 · 1947 · 1948 · 1949 · 1950 · 1951 · 1952 · 1953 · 1954 · 1955 · 1956 · 1957 · 1958 · 1959 · 1960 · 1961 · 1962 · 1963 · 1964 · 1965 · 1966 · 1967 · 1968
↓ open tijdperk ↓
1969 (m-v-md-vd-gd) · 1970 (m-v-md-vd) · 1971 (m-v-md-vd) · 1972 (m-v-md-vd) · 1973 (m-v-md-vd) · 1974 (m-v-md-vd) · 1975 (m-v-md-vd) · 1976 (m-v-md-vd) · jan 1977 (m-v-md-vd) · dec 1977 (m-v-md-vd) · 1978 (m-v-md-vd) · 1979 (m-v-md-vd) · 1980 (m-v-md-vd) · 1981 (m-v-md-vd) · 1982 (m-v-md-vd) · 1983 (m-v-md-vd) · 1984 (m-v-md-vd) · 1985 (m-v-md-vd) · 1986 · 1987 (m-v-md-vd-gd) · 1988 (m-v-md-vd-gd) · 1989 (m-v-md-vd-gd) · 1990 (m-v-md-vd-gd) · 1991 (m-v-md-vd-gd) · 1992 (m-v-md-vd-gd) · 1993 (m-v-md-vd-gd) · 1994 (m-v-md-vd-gd) · 1995 (m-v-md-vd-gd) · 1996 (m-v-md-vd-gd) · 1997 (m-v-md-vd-gd) · 1998 (m-v-md-vd-gd) · 1999 (m-v-md-vd-gd) · 2000 (m-v-md-vd-gd) · 2001 (m-v-md-vd-gd) · 2002 (m-v-md-vd-gd) · 2003 (m-v-md-vd-gd) · 2004 (m-v-md-vd-gd) · 2005 (m-v-md-vd-gd) · 2006 (m-v-md-vd-gd) · 2007 (m-v-md-vd-gd) · 2008 (m-v-md-vd-gd) · 2009 (m-v-md-vd-gd) · 2010 (m-v-md-vd-gd) · 2011 (m-v-md-vd-gd) · 2012 (m-v-md-vd-gd) · 2013 (m-v-md-vd-gd) · 2014 (m-v-md-vd-gd) · 2015 (m-v-md-vd-gd) · 2016 (m-v-md-vd-gd) · 2017 (m-v-md-vd-gd) · 2018 (m-v-md-vd-gd) · 2019 (m-v-md-vd-gd)  · 2020 (m-v-md-vd-gd) · 2021 (m-v-md-vd-gd) · 2022 (m-v-md-vd-gd) · 2023 (m-v-md-vd-gd) · 2024 (m-v-md-vd-gd) · 2025 (m-v-md-vd-gd)
Lijst van Australian Openwinnaars